# Sphenomorphus vanheurni
Sphenomorphus vanheurni — вид сцинкоподібних ящірок родини сцинкових (Scincidae). Ендемік Індонезії.

## Поширення і екологія
Sphenomorphus vanheurni мешкають на сході Яви та на Балі. Вони живуть у вологих рівнинних тропічних лісах.